# Кентский музей масонства
Кентский музей масонства (англ. Kent Museum of Freemasonry) — музей масонства в Сент-Питерс-Плейс, Кентербери, Кент. В музее хранится коллекция редких масонских экспонатов национального и международного значения.
В музее представлена история масонства с момента его зарождения и до наших дней, в которой особое внимание уделяется самому Кенту, его ложам и их происхождению. Возможно, музей обладает лучшей коллекцией масонских материалов в Великобритании, за пределами Лондона. В экспозиции находятся уникальные витражи 19-го века, которые первоначально украшали Freemasons Hall в Лондоне.

## Общие сведения
Расположен рядом с Кентерберийским собором и недалеко от башен Вестгейта. Вход бесплатный, хотя добровольные пожертвования приветствуются.
В Кентерберийском музее хранится коллекция масонских артефактов, многие из которых имеют антропологические связи с городом Кентербери и округом Кент: картины, посуда и фарфор, документы, книги, регалии.
Несмотря на то, что музей масонства в Кентербери, находящийся под управлением провинции Восточный Кент, является благотворительной организацией, зарегистрированной под номером 1163887, он находится в ведении отдельного благотворительного фонда, расположенного в Кенте.

## История
История Кентского музея масонства прослеживается до конца 19-го века.
Масоны появились в Кентербери в 1730 году, когда первая ложа города начала собираться в таверне «Красный лев», которая примыкала к старой ратуше на Хай-стрит. Согласно масонским хроникам Лейна 1717—1894 годов в городе были освящены три частных и шесть военных лож. В 1878 году кентерберийские ложи, которые до этого встречались в различных общественных зданиях города, таких как Кингс-хед и Брюверс-армс, объединились, чтобы купить себе собственное помещение недалеко от Башен Вестгейта. Именно в саду этого здания был построен Кентерберийский масонский храм в 1880 году.
В 1993 году Кентская масонская библиотека и музейный фонд были зарегистрированы в качестве благотворительной организации под № 1018784.
Музей был закрыт для публики в начале 2011 года для обширной реконструкции. Повторное открытие состоялось в сентябре 2012 года.